# Famiglia Hart

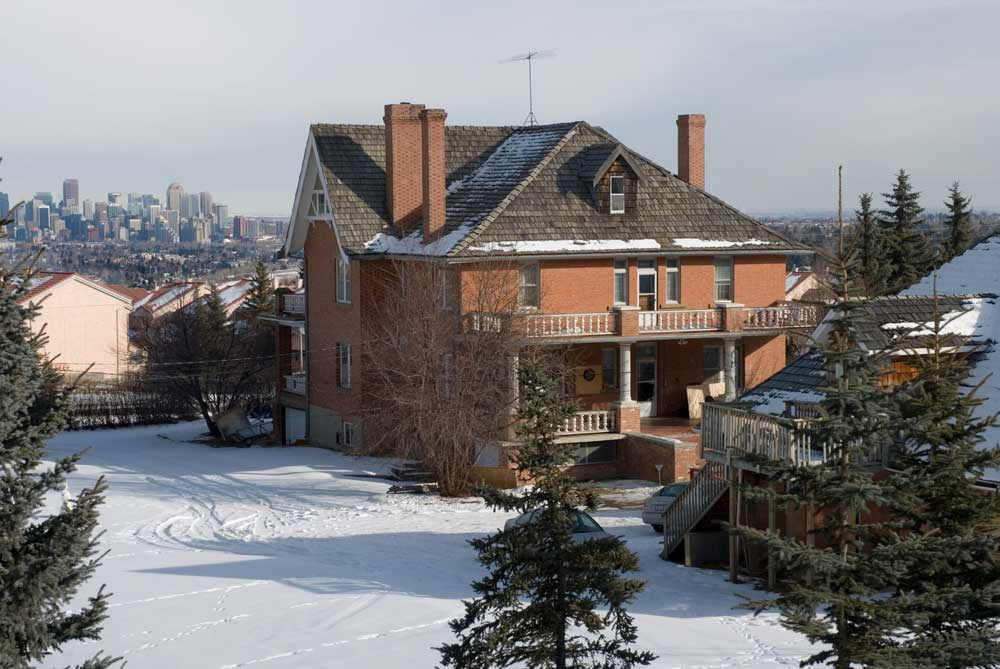
La "Hart House", residenza della famiglia Hart al n. 435 di Patina Place, Patterson Heights, Calgary, Alberta, Canada

La famiglia Hart (in inglese: Hart Family), nota anche come dinastia Hart (in inglese Hart Dynasty), è una famiglia canadese con una lunga storia associata al wrestling.
Il patriarca della famiglia è Stu Hart (1915-2003), il quale fu un lottatore, promoter e allenatore tra gli anni trenta e novanta. Oltre agli otto maschi di seconda generazione, Hart allenò anche alcuni dei più grandi wrestler canadesi della storia, tra cui Chris Benoit, Chris Jericho, Edge e Lance Storm. Tutti gli otto figli maschi di Stu sono diventati dei wrestler professionisti e due di loro, Bret e Owen, ebbero molto successo nella World Wrestling Federation e furono presenti in alcune delle maggiori storyline della federazione degli anni ottanta e novanta. La famiglia è molto nota nel mondo del wrestling canadese e statunitense, il patriarca Stu Hart fondò la federazione Stampede Wrestling, e un centro di allenamento ed addestramento per giovani lottatori chiamato "The Dungeon" ricavato negli scantinati della sua villa a Patterson Heights, nei dintorni di Calgary.
L'unico membro della famiglia Hart attivo come wrestler in WWE è la nipote di Stu Natalya, anche se Bret in qualità di "leggenda" talvolta partecipa a qualche evento occasionale come ospite speciale e molti lottatori sotto contratto con la WWE usciti dal Dungeon come Tyson Kidd (marito di Natalya), Christian, Edge e Mark Henry, sono protagonisti ancora nel ventunesimo secolo.

## Membri

### Patriarca e matriarca
- Stewart Edward "Stu" Hart[5] (3 maggio 1915 – 16 ottobre 2003), patriarca della famiglia Hart, giocatore di football canadese, wrestler, allenatore e fondatore della Stampede Wrestling. Nel 2010 fu inserito nella WWE Hall of Fame.
- Helen Louise Smith Hart[5][6] (16 febbraio 1924 – 4 novembre 2001), matriarca della famiglia Hart. Restò sposata con Stu Hart dal 31 dicembre 1947 fino alla morte. La coppia ebbe 12 figli, nati tra il 1948 e il 1965.

### Discendenti diretti

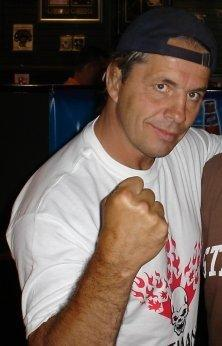
Bret Hart

- Smith Stewart[5] (28 novembre 1948 – 2 luglio 2017), wrestler, promoter e booker.
- Bruce Edward[7] (13 gennaio 1950), ex wrestler e booker.[8]
- Keith William[5] (21 agosto 1951), ex wrestler.[9]
- Wayne Curtis Michael[5] (19 novembre 1952), lottò per breve tempo ma fu principalmente un arbitro.[10][11]
- Dean Harry Anthony[5] (3 gennaio 1954 – 21 novembre 1990), ex wrestler ed arbitro.
- Elizabeth "Ellie" Patricia[5] (4 febbraio 1955), fece numerose apparizioni in programmi televisivi della WWF/WWE, incluso il reality show Total Divas. Era sposata con Jim Neidhart e madre di Natalya.
- Georgia Louise[5] (21 maggio 1956), fece numerose apparizioni in programmi televisivi della WWF.[12]
- Bret Sergeant[5] (2 luglio 1957), ex wrestler, vincitore di numerosi titoli in WWF/E e WCW.[13]
- Alison Joan[5] (18 luglio 1958), fece numerose apparizioni in programmi televisivi della WWF.[12]
- Ross Lindsay[5] (3 gennaio 1960), ex wrestler, allenatore, booker e promoter.
- Diana Joyce[5] (8 ottobre 1963), coinvolta in alcune storyline WWF negli anni novanta, autrice di numerosi libri sul mondo del wrestling professionistico. Era sposata con Davey Boy Smith.
- Owen James[5] (7 maggio 1965 – 23 maggio 1999), wrestler, morì sul ring a causa di un incidente.[14]

Inizialmente a Helen fu detto dai medici che non avrebbe potuto avere figli poiché nata prematuramente, ma questa diagnosi si rivelò errata.

## Affini
Nella sua autobiografia, il wrestler Roddy Piper affermò di essere imparentato con la famiglia Hart, nello specifico con uno dei cugini. Questo fatto fu anche materia di dibattito in una puntata di Raw. Anche Bret Hart dichiarò che Piper era stato l'unico collega che gli aveva fatto visita in ospedale dopo il suo ictus e che i due erano legati come fratelli.
Il promoter Jack Pfefer era amico intimo di Stu Hart, che gli chiese di fare da padrino a suo figlio Ross.
Brian Pillman era in stretti rapporti con la famiglia Hart, e fu l'unico wrestler a non essere imparentato in qualche modo con un membro della famiglia ad essere ammesso come membro nella Hart Foundation. Egli dichiarò di considerare Bret e Owen come dei fratelli e di essere disposto a tutto per aiutarli. Il figlio di Pillman, Brian Pillman Jr., è molto legato alla famiglia Hart.
Anche Chris Benoit era molto vicino alla famiglia Hart. Si allenò con Stu nel Dungeon e Bret Hart si riferiva a lui come se fosse parte della famiglia.

## Albero genealogico (1ª generazione)
|             |             |             |             |             |             |  |  |            |            |            |            |            |            |  |  |            |            |            |            |            |            |  |  |            |            |            |            |            |            |  |  |            |            | Stu Hart†  | Stu Hart†  | Stu Hart†  | Stu Hart†  | Stu Hart† | Stu Hart† |                |                |                |                |                |                | Helen Hart† | Helen Hart† | Helen Hart†  | Helen Hart†  | Helen Hart†  | Helen Hart†  |              |              |  |  |           |           |           |           |           |           |  |  |             |             |             |             |             |             |  |  |           |           |           |           |           |           |  |  |            |            |            |            |            |            |  |  |            |            |            |            |            |            |  |  |  |  |
|             |             |             |             |             |             |  |  |            |            |            |            |            |            |  |  |            |            |            |            |            |            |  |  |            |            |            |            |            |            |  |  |            |            | Stu Hart†  | Stu Hart†  | Stu Hart†  | Stu Hart†  | Stu Hart† | Stu Hart† |                |                |                |                |                |                | Helen Hart† | Helen Hart† | Helen Hart†  | Helen Hart†  | Helen Hart†  | Helen Hart†  |              |              |  |  |           |           |           |           |           |           |  |  |             |             |             |             |             |             |  |  |           |           |           |           |           |           |  |  |            |            |            |            |            |            |  |  |            |            |            |            |            |            |  |  |  |  |
|             |             |             |             |             |             |  |  |            |            |            |            |            |            |  |  |            |            |            |            |            |            |  |  |            |            |            |            |            |            |  |  |            |            |            |            |            |            |           |           |                |                |                |                |                |                |             |             |              |              |              |              |              |              |  |  |           |           |           |           |           |           |  |  |             |             |             |             |             |             |  |  |           |           |           |           |           |           |  |  |            |            |            |            |            |            |  |  |            |            |            |            |            |            |  |  |  |  |
|             |             |             |             |             |             |  |  |            |            |            |            |            |            |  |  |            |            |            |            |            |            |  |  |            |            |            |            |            |            |  |  |            |            |            |            |            |            |           |           |                |                |                |                |                |                |             |             |              |              |              |              |              |              |  |  |           |           |           |           |           |           |  |  |             |             |             |             |             |             |  |  |           |           |           |           |           |           |  |  |            |            |            |            |            |            |  |  |            |            |            |            |            |            |  |  |  |  |
| Smith Hart† | Smith Hart† | Smith Hart† | Smith Hart† | Smith Hart† | Smith Hart† |  |  | Bruce Hart | Bruce Hart | Bruce Hart | Bruce Hart | Bruce Hart | Bruce Hart |  |  | Keith Hart | Keith Hart | Keith Hart | Keith Hart | Keith Hart | Keith Hart |  |  | Wayne Hart | Wayne Hart | Wayne Hart | Wayne Hart | Wayne Hart | Wayne Hart |  |  | Dean Hart† | Dean Hart† | Dean Hart† | Dean Hart† | Dean Hart† | Dean Hart† |           |           | Elizabeth Hart | Elizabeth Hart | Elizabeth Hart | Elizabeth Hart | Elizabeth Hart | Elizabeth Hart |             |             | Georgia Hart | Georgia Hart | Georgia Hart | Georgia Hart | Georgia Hart | Georgia Hart |  |  | Bret Hart | Bret Hart | Bret Hart | Bret Hart | Bret Hart | Bret Hart |  |  | Alison Hart | Alison Hart | Alison Hart | Alison Hart | Alison Hart | Alison Hart |  |  | Ross Hart | Ross Hart | Ross Hart | Ross Hart | Ross Hart | Ross Hart |  |  | Diana Hart | Diana Hart | Diana Hart | Diana Hart | Diana Hart | Diana Hart |  |  | Owen Hart† | Owen Hart† | Owen Hart† | Owen Hart† | Owen Hart† | Owen Hart† |  |  |  |  |

## Storia

### Wrestling studentesco
Stu Hart fu un lottatore di lotta greco-romana e vinse numerosi titoli nazionali. Molti dei suoi figli, inclusi Keith, Dean, Bret e Owen ebbero un passato nel wrestling studentesco per suo volere. I più talentuosi si rivelarono essere Bret e Owen che furono considerati giovani promesse. Conor e Stewart Hart, due dei figli di Keith, lottarono anche loro nel wrestling studentesco. Conor per la University of Calgary e Stewart vinse una medaglia in un torneo scolastico.

### Wrestling professionistico

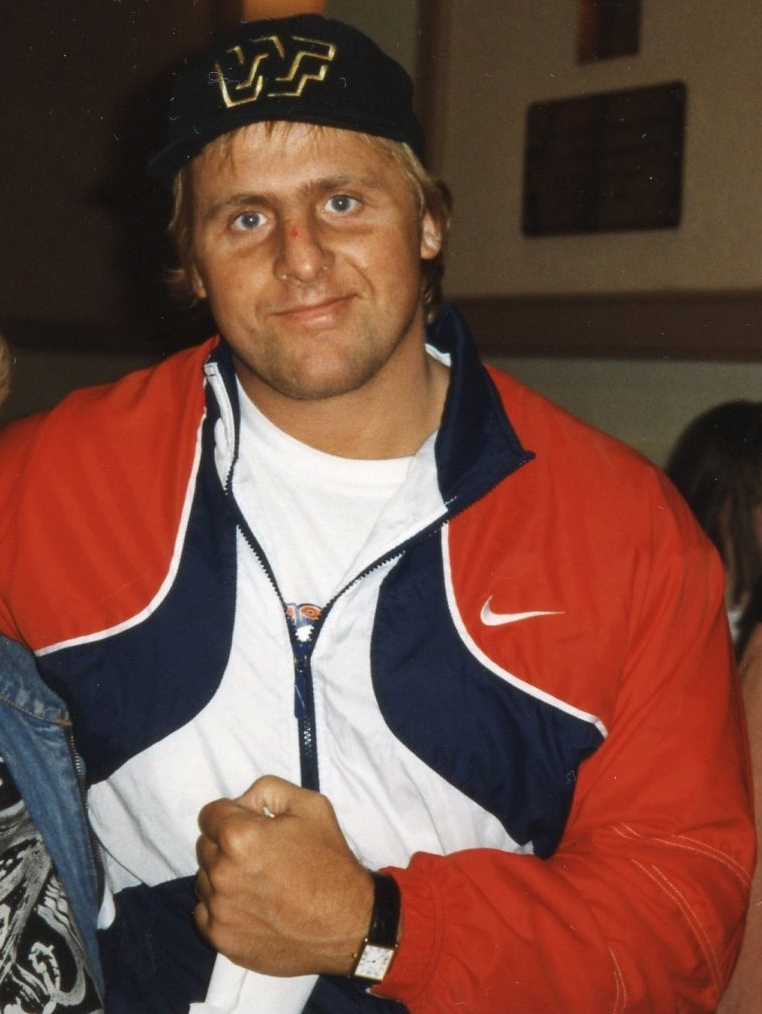
Owen Hart

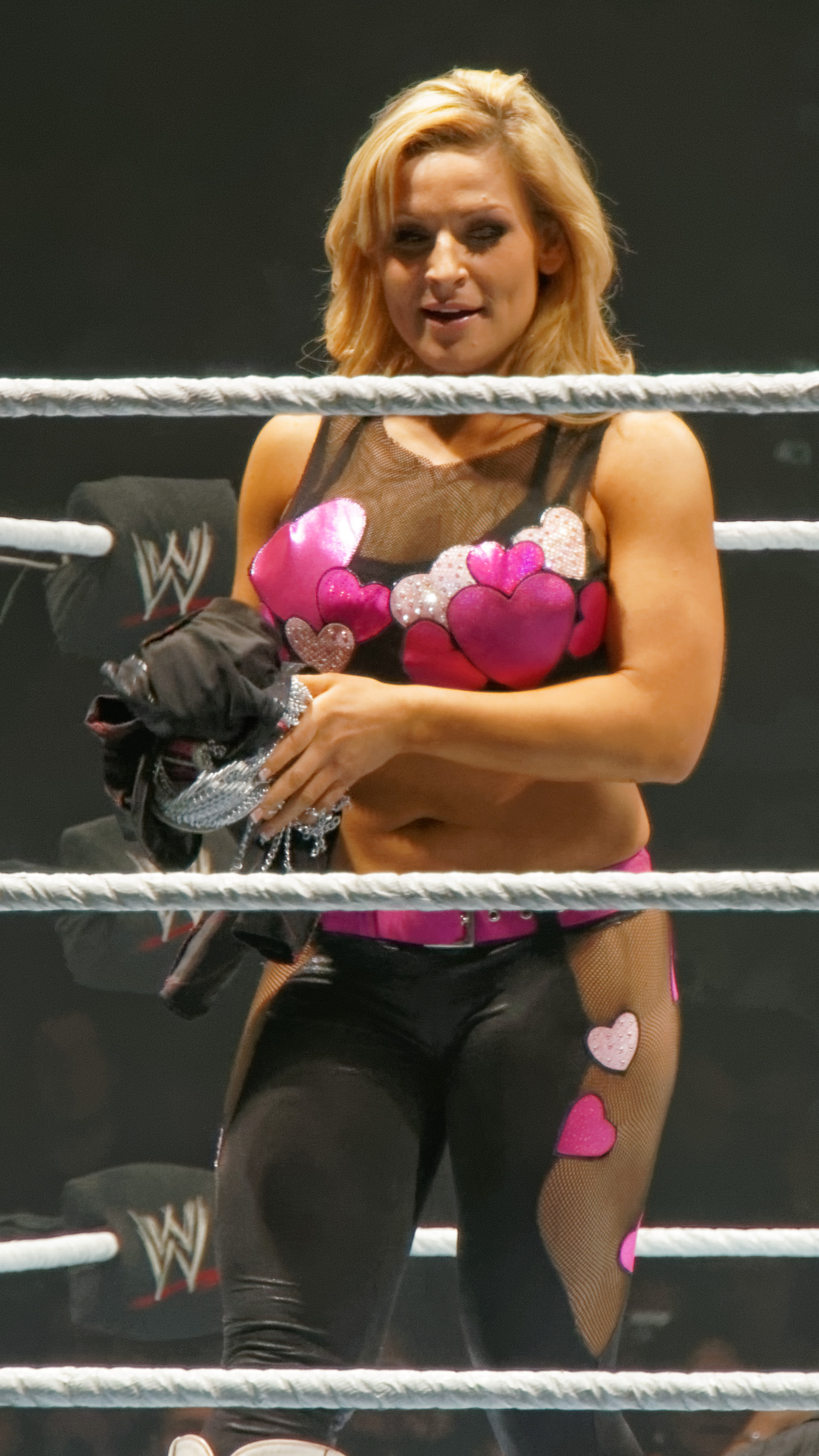
Natalya

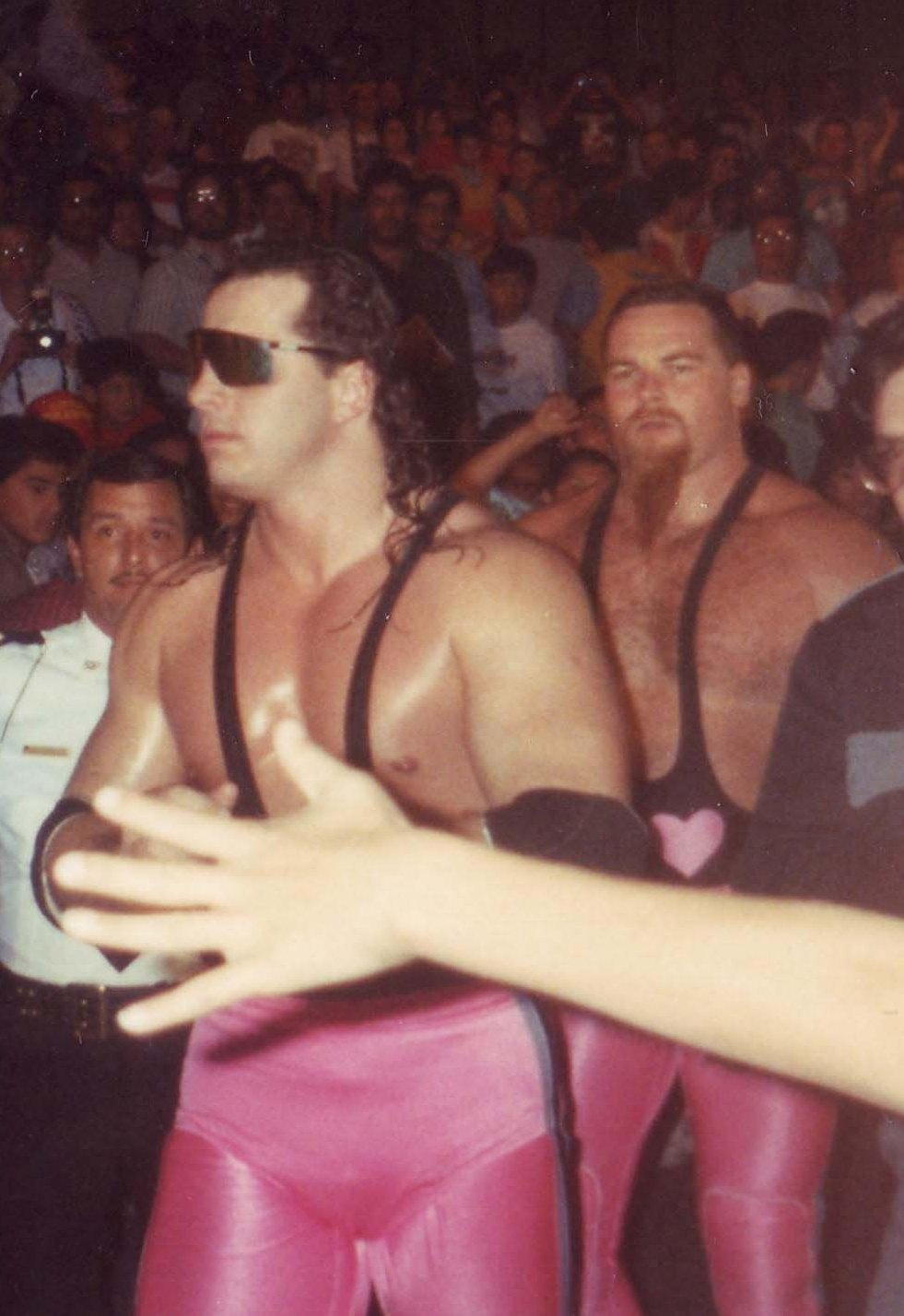
The Hart Foundation (Bret Hart & Jim Neidhart)

Stu Hart restò coinvolto nel wrestling dopo essersi ritirato dalla sua carriera di giocatore di football canadese con gli Edmonton Eskimos nella Canadian Football League. Dapprima svolse la funzione di promoter nel 1948 e operò nella Stampede Wrestling fino a quando non cedette la compagnia a Vince McMahon nel 1984. Nel 1985, tuttavia, decise di rendere nuovamente operativa la federazione, che rimase attiva fino al dicembre 1989. Fu quindi riaperta da Bruce e Ross Hart nel 1999 e rimane attiva a tutt'oggi. Stu Hart è noto anche per la sua attività di scopritore di talenti ed allenatore di wrestling. Tra i suoi allievi più famosi ci sono stati: André the Giant, "British Bulldog" Davey Boy Smith, Dynamite Kid, Junkyard Dog, e dozzine di altri (oltre ai suoi stessi figli).
Bret Hart fu di gran lunga il wrestler più di successo e titolato della famiglia. Vinse la sua prima cintura nella World Wrestling Federation mentre lottava in coppia con il cognato Jim "The Anvil" Neidhart (marito di Ellie Hart) nel tag team The Hart Foundation. I due ebbero un lungo feud con i British Bulldogs (formati dal marito di Diana Hart Davey Boy Smith e dal marito della cognata di Bret Hart, Dynamite Kid, che erano cugini nella vita reale). Il 26 gennaio 1987, Hart & Neidhart sconfissero i Bulldogs vincendo il WWF Tag Team Championship. Quando la Hart Foundation si separò, Owen Hart cominciò a lottare in coppia con Neidhart in un team chiamato The New Foundation. Bret si dedicò con successo alla competizione singola vincendo per cinque volte il WWF World Heavyweight Championship.
I legami familiari svolsero un ruolo importante in due delle maggiori storyline della WWF. Quattro dei fratelli Hart (Bret, Owen, Keith e Bruce) lottarono in squadra al ppv Survivor Series 1993. Ci furono tensione e contrasti tra Bret e Owen, e Owen tradì il fratello alla Royal Rumble 1994. Nacque quindi una forte rivalità sulla scena tra i due fratelli; Neidhart si schierò dalla parte di Owen, mentre Davey Boy Smith si alleò con Bret. Il feud raggiunse l'apice quando Owen fece perdere il titolo mondiale WWF a Bret durante un match contro Bob Backlund alle Survivor Series 1994.
Svariati anni dopo, la Hart Foundation si riformò, questa volta come stable di lottatori anti-americani. Bret ed Owen si riconciliarono, e furono raggiunti da Neidhart, Smith e Brian Pillman. Al pay-per-view In Your House 16: Canadian Stampede svoltosi a Calgary il 6 luglio 1997, la Hart Foundation vinse un match 5 contro 5 sconfiggendo Steve Austin, Ken Shamrock, Goldust e The Legion of Doom (Hawk & Animal). Bret Hart lasciò la WWF nel 1997 in seguito ai fatti dello Screwjob di Montréal, mentre Owen morì tragicamente a causa di un incidente durante l'entrata sul ring nel corso del pay-per-view Over the Edge 1999. Emotivamente distrutto dalla tragedia, Bret alla fine tornò in WWE nel 2010 dopo aver risolto le sue divergenze con Vince McMahon.
Tre dei nipoti di Stu e Helen Hart sono lottatori professionisti. Nattie Neidhart, figlia di Ellie e Jim, lotta in WWE con il ring name Natalya, dove fu la prima donna della dinastia a vincere un titolo, quando conquistò la cintura Divas Championship alle Survivor Series 2010. Harry Smith, figlio di Diana e Davey Boy Smith, utilizza il nome Davey Boy Smith Jr. e lottò anche per la WWE come David Hart Smith. Teddy Hart, figlio di Georgia Hart e BJ Annis, lottò anche lui per breve tempo in WWE, prima di essere licenziato.
Negli anni novanta, Harry Smith, T.J. Wilson, Teddy e suo fratello Matthew si allenarono tutti insieme. Matthew lottò in seguito insieme a Wilson, Smith e a suo fratello prima di morire di malattia nel 1996.
Due dei figli di Bruce Hart, Bruce Jr. e Torrin, furono anch'essi coinvolti nel wrestling professionistico per qualche tempo. Torrin iniziò a lottare all'età di diciassette anni.
Due dei figli di Smith Hart, Mike e Matt Herweg intrapresero la carriera di wrestler. Matt vinse il suo primo titolo il 15 dicembre 2017, nella federazione Real Canadian Wrestling.
Entrambe le figlie di Alison, Lindsay e Brooke ebbero delle relazioni con dei wrestler, Lindsay con Randy Myers e Brooke con Peter Minnema (meglio conosciuto come "Pistol" Pete Wilson). Brooke e Minnema si sposarono nel 2014.
Alexandra Sabina "Beans" Hart si allenò per diventare una wrestler, sperando di emulare la carriera della cugina Natalya.

## Controversie
Jim Neidhart fu arrestato il 6 settembre 2010 con l'accusa di possesso e spaccio di sostanze stupefacenti illegali, e furto con scasso di un'abitazione non occupata. Fermato per controlli nei pressi di un benzinaio, aggredì gli agenti dopo aver ingerito numerose pillole. Nel marzo 2012 fu condannato a una pena detentiva in carcere della durata di cinque mesi e 29 giorni.
Nel gennaio 2013, alcuni membri della famiglia Hart organizzarono un evento di wrestling a Calgary, pubblicizzandolo come pay-per-view online, che però non andò mai in onda. Lottatori, staff tecnico e logistico, dichiararono di non aver mai ricevuto alcun compenso nonostante lo show fosse stato un tutto esaurito.
Alexandra Hart, figlia di Bret "The Hitman" Hart, aprì un ristorante chiamato Hart Healthy Food a Calgary nell'ottobre 2019, che però chiuse improvvisamente il 20 dicembre dello stesso anno a due mesi dall'apertura. Alcuni dipendenti del locale affermarono di non aver mai ricevuto lo stipendio.
Nel suo libro Under the Mat, Diana Hart avanzò numerose accuse nei confronti della famiglia, citando l'alcolismo di sua madre e accuse di stupro al defunto marito Davey Boy Smith.
Martha Hart, vedova di Owen Hart, accusò la famiglia di averla allontanata a causa della sua decisione di fare causa alla WWE dopo la morte del marito.
Nel febbraio 2020, Teddy Hart, nipote di Stu e Helen Hart, fu arrestato con l'accusa di possesso e spaccio di droga.

## Tag team e stable

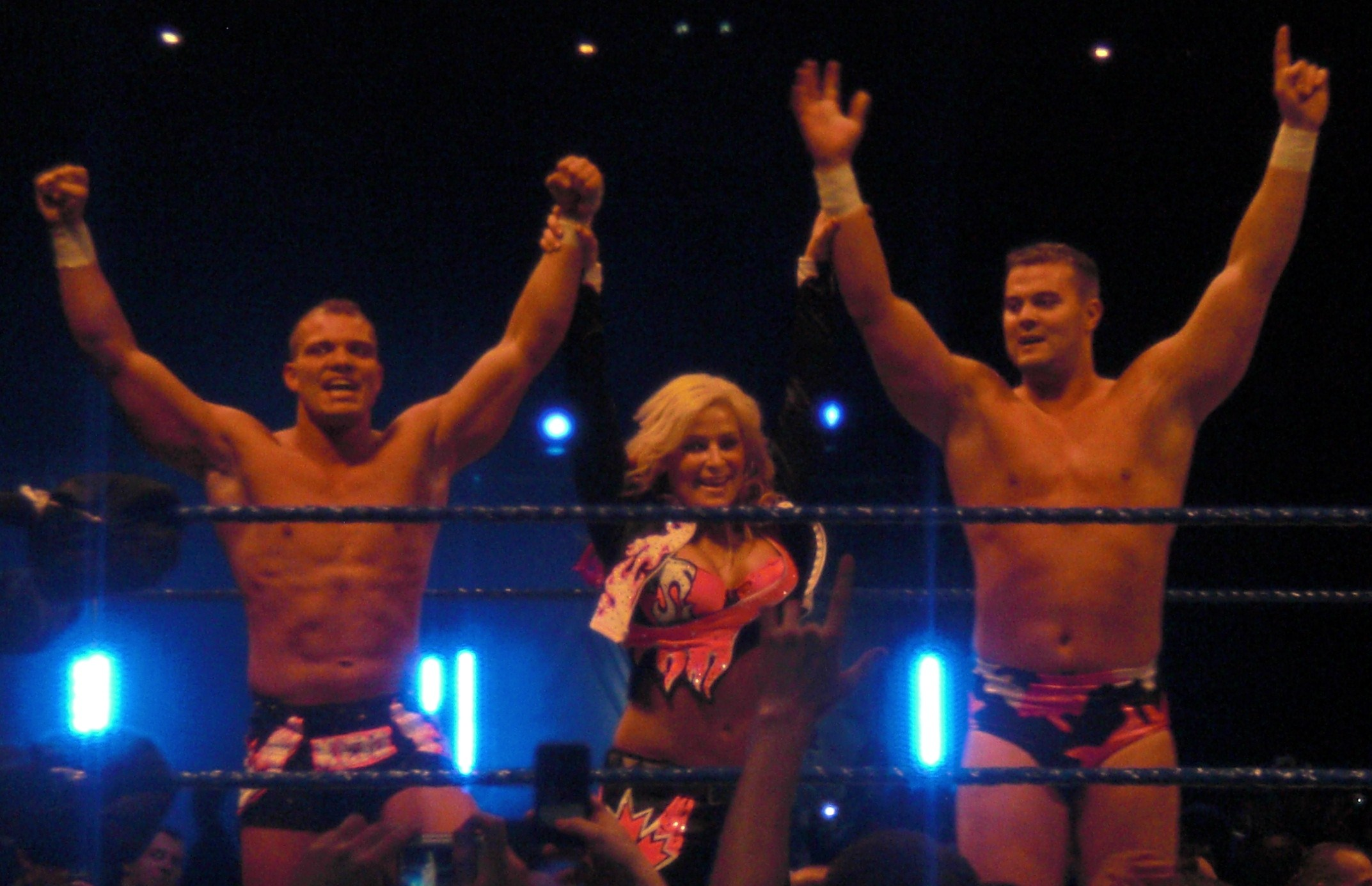
La Hart Dynasty

## Titoli e riconoscimenti
Come famiglia
- Canadian Wrestling Hall of Fame
  - Classe del 2001[71][72]

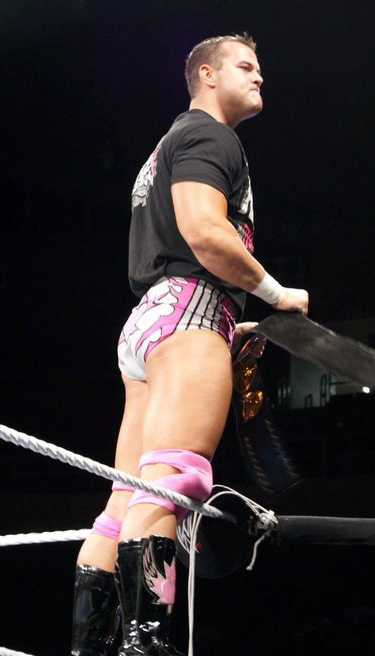
Davey Boy Smith Jr. con il WWE Tag Team Championship, titolo che ha vinto una volta con Tyson Kidd

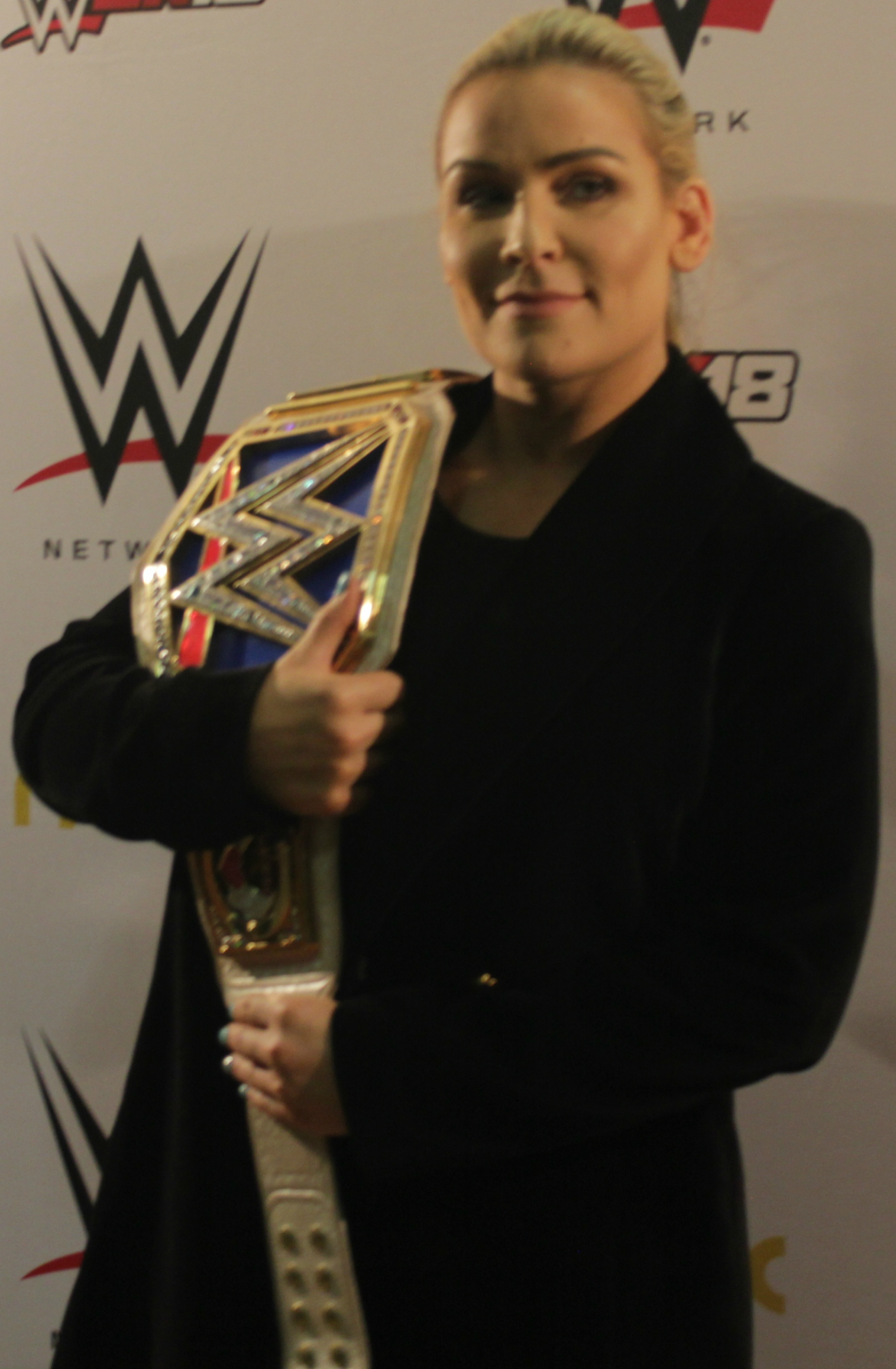
Natalya nel 2017 con la cintura WWE SmackDown Women's Championship

- Prairie Wrestling Alliance Hall of Fame
  - Classe del 2010[73]
- KocoSports Combat Sports Hall of Fame
  - Classe del 2012[74]

Individuali
- Stu Hart
  - Titoli e riconoscimenti
- Smith Hart
  - Titoli e riconoscimenti
- Bruce Hart
  - Titoli e riconoscimenti
- Keith Hart
  - Titoli e riconoscimenti
- Wayne Hart
  - Titoli e riconoscimenti
- Dean Hart
  - Titoli e riconoscimenti
- Bret Hart
  - Titoli e riconoscimenti
- Ross Hart
  - Titoli e riconoscimenti
- Diana Hart
  - Titoli e riconoscimenti
- Owen Hart
  - Titoli e riconoscimenti
- Teddy Hart
  - Titoli e riconoscimenti
- Natalya Neidhart
  - Titoli e riconoscimenti
- Mike Hart
  - Titoli e riconoscimenti
- Davey Boy Smith Jr.
  - Titoli e riconoscimenti
- Matt Hart
  - Titoli e riconoscimenti